# Юриевка (Добровеличковская поселковая община)
Юриевка (укр. Юріївка; до 2025 года — Юрьевка) — село в Добровеличковской поселковой общине Новоукраинского района Кировоградской области Украины.
До 2020 года входило в Добровеличковский район
Население по переписи 2001 года составляло 571 человек. Почтовый индекс — 27006. Телефонный код — 5253. Занимает площадь 2,49 км². Код КОАТУУ — 3521787001.
В июне 2025 года, постановлением Верховной Рады Украины селу было присвоено название Юриевка